# André Coumans
André Coumans, född 10 april 1893 i Liège, död 8 mars 1958, var en belgisk ryttare.
Coumans blev olympisk silvermedaljör i hoppning vid sommarspelen 1920 i Antwerpen.